# Druga Liga 1961-1962
La Druga savezna liga FNRJ 1961-1962, conosciuta semplicemente come Druga liga 1961-1962, fu la 16ª edizione della seconda divisione del campionato jugoslavo di calcio. 
Il format era basato su due gironi Ovest ed Est (Zapad e Istok). Nel girone occidentale erano inserite le squadre provenienti da Slovenia, Croazia e Bosnia Erzegovina, mentre in quello orientale quelle da Serbia, Montenegro e Macedonia.
Dalla prossima stagione vi sarà un aumento delle partecipanti: 32 squadre anziché 24 (sempre divise in due gironi Ovest ed Est). Contemporaneamente anche la massima divisione avrà un incremento: da 12 a 14.

## Provenienza
| Slovenia  | Croazia | Bosnia Erzegovina                            | Serbia                                                           | Serbia                                                                 | Serbia                | Montenegro             | Macedonia |
| Slovenia  | Croazia | Bosnia Erzegovina                            | Voivodina                                                        | Serbia Centrale                                                        | Kosovo                | Montenegro             | Macedonia |
| --------- | --- | -------------------------------------------- | ---------------------------------------------------------------- | ---------------------------------------------------------------------- | --------------------- | ---------------------- | --------- |
| - Maribor | - Borovo - Karlovac - Lokomotiva Zagabria - Proleter Osijek - Sebenico - RNK Spalato - Trešnjevka - Varteks Varaždin | - Čelik Zenica - Sloboda Tuzla - Željezničar | - Proleter Zrenjanin - Radnički Sombor - Spartak Subotica - Srem | - Mačva Šabac - Radnički Belgrado - Radnički Kragujevac - Radnički Niš | - Priština - FK Rudar | - Budućnost - Sutjeska | - nessuna |

## Girone Ovest

### Profili
| Squadra             | Città    | Stadio               | Stagione 1960-61 | Stagione 1960-61 |
| Squadra             | Città    | Stadio               | Pos.             | Divisione        |
| ------------------- | -------- | -------------------- | ---------------- | ---------------- |
| RNK Split           | Spalato  | Park skojevaca       | 11º              | Prva liga        |
| Željezničar         | Sarajevo | Stadion Grbavica     | 2º               | Druga liga Ovest |
| Trešnjevka          | Zagabria | Igralište Graba      | 3º               | Druga liga Ovest |
| Čelik Zenica        | Zenica   | Stadion Blatuša      | 4º               | Druga liga Ovest |
| Sloboda Tuzla       | Tuzla    | Stadion Tušanj       | 5º               | Druga liga Ovest |
| Varteks Varaždin    | Varaždin | Stadion Varteks      | 6º               | Druga liga Ovest |
| Lokomotiva Zagabria | Zagabria | Stadio Maksimir      | 7º               | Druga liga Ovest |
| Šibenik             | Sebenico | Stadion Šubićevac    | 8º               | Druga liga Ovest |
| Proleter Osijek     | Osijek   | Igralište kraj Drave | 9º               | Druga liga Ovest |
| Karlovac            | Karlovac | Gradski stadion      | 10º              | Druga liga Ovest |
| Maribor             | Maribor  | Stadion Ljudski vrt  | 1º               | Slovenska liga   |
| Borovo              | Borovo   | Gradski stadion      | 1º               | Slavonska zona   |

### Classifica
|  | Pos. | Squadra             | Pt | G  | V  | N | P  | GF | GS | QR    |
|  | ---- | ------------------- | -- | -- | -- | - | -- | -- | -- | ----- |
|  | 1.   | Željezničar         | 31 | 22 | 14 | 3 | 5  | 53 | 21 | 2,523 |
|  | 2.   | Sloboda Tuzla       | 31 | 22 | 13 | 5 | 4  | 46 | 20 | 2,300 |
|  | 3.   | Trešnjevka          | 29 | 22 | 10 | 9 | 3  | 42 | 24 | 1,750 |
|  | 4.   | Čelik Zenica        | 28 | 22 | 13 | 2 | 7  | 40 | 26 | 1,538 |
|  | 5.   | Maribor             | 24 | 22 | 10 | 4 | 8  | 33 | 33 | 1,000 |
|  | 6.   | Karlovac            | 21 | 22 | 7  | 7 | 8  | 35 | 42 | 0,833 |
|  | 7.   | RNK Spalato         | 19 | 22 | 5  | 9 | 8  | 25 | 29 | 0,862 |
|  | 8.   | Proleter Osijek     | 19 | 22 | 5  | 9 | 8  | 34 | 39 | 0,871 |
|  | 9.   | Sebenico            | 19 | 22 | 8  | 3 | 11 | 22 | 43 | 0,511 |
|  | 10.  | Borovo              | 15 | 22 | 4  | 7 | 11 | 29 | 42 | 0,690 |
|  | 11.  | Lokomotiva Zagabria | 14 | 22 | 4  | 6 | 12 | 30 | 48 | 0,625 |
|  | 12.  | Varteks Varaždin    | 14 | 22 | 3  | 8 | 11 | 21 | 44 | 0,477 |

Legenda:

      Promossa in Prva Liga 1962-1963.

  Partecipa agli spareggi promozione/retrocessione.

      Retrocessa in terza divisione jugoslava 1962-1963.

      Esclusa dal campionato.
Note:

Due punti a vittoria, uno a pareggio, zero a sconfitta.
In caso di arrivo di due o più squadre a pari punti, la graduatoria viene stilata secondo il quoziente reti tra le squadre interessate.

### Classifica marcatori
| Reti | Marcatore | Squadra     |
| ---- | --------- | ----------- |
| 14   | Smajlović | Željezničar |
| 12   | Štamfelj  | Trešnjevka  |
| 12   | Bračulj   | Čelik       |
| 12   | Kasač     | Proleter    |
| 11   | Duspara   | Željezničar |
| 10   | Osim      | Željezničar |
| 10   | Duvančić  | Sloboda     |
| 10   | Adžić     | Čelik       |
| 9    | Vičević   | Trešnjevka  |

## Girone Est

### Profili
| Squadra             | Città              | Stadio                | Stagione 1960-61 | Stagione 1960-61 |
| Squadra             | Città              | Stadio                | Pos.             | Divisione        |
| ------------------- | ------------------ | --------------------- | ---------------- | ---------------- |
| Radnički Belgrado   | Belgrado           | Stadion FK Železničar | 12º              | Prva liga        |
| Budućnost           | Titograd           | Stadion Pod Goricom   | 2º               | Druga liga Est   |
| Radnički Sombor     | Sombor             | Gradski stadion       | 3º               | Druga liga Est   |
| Srem                | Sremska Mitrovica  | Stadion Promenada     | 4º               | Druga liga Est   |
| Radnički Niš        | Niš                | Stadion Čair          | 5º               | Druga liga Est   |
| Spartak Subotica    | Subotica           | Gradski stadion       | 6º               | Druga liga Est   |
| Sutjeska            | Nikšić             | Stadion kraj Bistrice | 7º               | Druga liga Est   |
| Radnički Kragujevac | Kragujevac         | Stadion Čika Dača     | 8º               | Druga liga Est   |
| FK Rudar            | Kosovska Mitrovica | Stadion Trepča        | 9º               | Druga liga Est   |
| Mačva Šabac         | Šabac              | Gradski stadion       | 10º              | Druga liga Est   |
| Proleter Zrenjanin  | Zrenjanin          | Karađorđev Park       | 3º               | Vojvođanska liga |
| Priština            | Priština           | Gradski stadion       | 1º               | Zonska liga AKMO |

### Classifica
|  | Pos. | Squadra             | Pt | G  | V  | N | P  | GF | GS | QR    |
|  | ---- | ------------------- | -- | -- | -- | - | -- | -- | -- | ----- |
|  | 1.   | Budućnost           | 28 | 22 | 12 | 4 | 6  | 36 | 29 | 1,241 |
|  | 2.   | Radnički Niš        | 27 | 22 | 11 | 5 | 6  | 48 | 39 | 1,230 |
|  | 3.   | Radnički Belgrado   | 25 | 22 | 11 | 3 | 8  | 36 | 22 | 1,636 |
|  | 4.   | Srem                | 22 | 22 | 9  | 5 | 8  | 42 | 33 | 1,272 |
|  | 5.   | FK Rudar            | 23 | 22 | 9  | 5 | 8  | 41 | 37 | 1,108 |
|  | 6.   | Proleter Zrenjanin  | 22 | 22 | 9  | 4 | 9  | 37 | 43 | 0,860 |
|  | 7.   | Sutjeska            | 21 | 22 | 10 | 1 | 11 | 36 | 33 | 1,090 |
|  | 8.   | Mačva Šabac         | 20 | 22 | 8  | 4 | 10 | 18 | 29 | 0,620 |
|  | 9.   | Spartak Subotica    | 19 | 22 | 7  | 5 | 10 | 33 | 30 | 1,100 |
|  | 10.  | Priština            | 19 | 22 | 7  | 5 | 10 | 29 | 31 | 0,935 |
|  | 11.  | Radnički Sombor     | 19 | 22 | 7  | 5 | 10 | 23 | 46 | 0,500 |
|  | 12.  | Radnički Kragujevac | 18 | 22 | 5  | 8 | 9  | 27 | 34 | 0,794 |

Legenda:

      Promossa in Prva Liga 1962-1963.

  Partecipa agli spareggi promozione/retrocessione.

      Retrocessa in terza divisione jugoslava 1962-1963.

      Esclusa dal campionato.
Note:

Due punti a vittoria, uno a pareggio, zero a sconfitta.
In caso di arrivo di due o più squadre a pari punti, la graduatoria viene stilata secondo il quoziente reti tra le squadre interessate.

### Classifica marcatori
| Reti | Marcatore        | Squadra             |
| ---- | ---------------- | ------------------- |
| 16   | Bečejac Radoslav | Proleter            |
| 15   | Ostojić          | Radnički Niš        |
| 14   | Sovrović         | Radnički Niš        |
| 13   | Hiršman          | Spartak             |
| 12   | A. Todorović     | Budućnost           |
| 12   | Hevizi           | Srem                |
| 12   | Vukmirović       | Rudar               |
| 12   | Gođevac          | Radnički Kragujevac |

## Spareggi

### Spareggi per la Prva liga 1962-63
Gli incontri vedono coinvolti undicesima e dodicesima classificata di Prva liga e le seconde classificate dei 2 gironi di Druga liga :
- Vardar (11º in Prva liga)
- Borac Banja Luka (12º in Prva liga)

- Sloboda Tuzla (2° in Druga liga Ovest)
- Radnički Niš (2° in Druga liga Est)

| Squadra 1        | Totale        | Squadra 2     | Andata     | Ritorno    |
| ---------------- | ------------- | ------------- | ---------- | ---------- |
|                  |               |               | 13.05.1962 | 20.05.1962 |
| Borac Banja Luka | 3−4           | Sloboda Tuzla | 1−1        | 2−3        |
|                  |               |               | 27.05.1962 | 03.06.1962 |
| Radnički Niš     | 1−1 (5-4 dtr) | Vardar        | 1−1        | 0−0        |

- Verdetti:
  - Sloboda Tuzla e Radnički Niš promossi in Prva liga; Borac Banja Luka e Vardar  retrocessi in Druga liga.[4]

### Spareggi per la Druga liga 1962-63
Le 4 peggiori squadre della Druga Liga (le ultime due di ogni girone, ovvero Lokomotiva Zagabria, Varteks Varaždin, Radnički Sombor e Radnički Kragujevac) disputano vari spareggi contro le vincitrici dei vari gironi di Terza Divisione: in palio 14 posti per la Druga Liga 1962-1963.
Alla fine degli spareggi Lokomotiva Zagabria, Varteks Varaždin e Radnički Kragujevac si salvano, mentre il Radnički Sombor retrocede. Dalla Terza Divisione salgono:
- dalla zona Ovest:
  - Olimpija Ljubljana
  - Istra Pola
  - BSK Slavonski Brod
  - Famos Hrasnica
  - Rudar Kakanj
- dalla zona Est:
  - Bačka Bačka Palanka
  - Borac Čačak
  - Jedinstvo Zemun
  - Železničar Niš
  - Budućnost Peć
  - FK Subotica